# Вяз (Ленинградская область)
Вяз — деревня в Толмачёвском городском поселении Лужского района Ленинградской области.

## История
Впервые упоминается в Писцовой книге Водской пятины 1500 года, как деревня Вяз на реце на Лузе в Никольском Ястребинском погосте Новгородского уезда.
На карте Ингерманландии А. И. Бергенгейма, составленной по шведским материалам 1676 года, обозначена деревня Wess.
Как деревня Вясебн она упоминается на «Географическом чертеже Ижорской земли» Адриана Шонбека 1705 года.
Затем, на карте Санкт-Петербургской губернии Я. Ф. Шмидта 1770 года, как деревня Вяз.
Как деревня Везок она обозначена на карте Санкт-Петербургской губернии 1792 года, А. М. Вильбрехта.
Деревня Вяз упоминается на карте Санкт-Петербургской губернии Ф. Ф. Шуберта 1834 года.

ВЯЗ — деревня принадлежит наследникам дочери действительного статского советника Сахарова, число жителей по ревизии: 6 м. п., 5 ж. п. (1838 год)

Деревня Вяз отмечена на карте профессора С. С. Куторги 1852 года.

ВЯЗ — деревня тайного советника Веймарна, 10 вёрст по почтовой, а остальные по просёлочной дороге, число дворов — 4, число душ — 14 м. п.

ВЯЗ — деревня ротмистра Сахарова, 10 вёрст по почтовой, а остальные по просёлочной дороге, число дворов — 2, число душ — 10 м. п. (1856 год)

ВЯЗ — деревня владельческая при реке Луге, число дворов — 10, число жителей: 25 м. п., 27 ж. п. (1862 год)

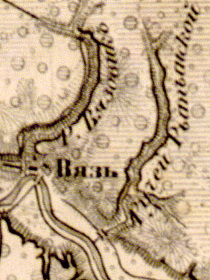
Деревня Вяз на карте 1863 года

В XIX — начале XX века деревня административно относилась к Редкинской волости 4-го земского участка 1-го стана Ямбургского уезда Санкт-Петербургской губернии.
По данным «Памятной книжки Санкт-Петербургской губернии» за 1905 год Вязовское сельское общество образовывали деревни Вяз I и Вяз II.  Пустошью Вяз I, площадью 315 десятин, владели: нарвский купец 1-й гильдии Павел Алексеевич Кочнев, крестьяне Рябинины, а также крестьяне Павел и Александр Ефимовы. Пустошью Вяз II, площадью 312 десятин, владел крестьянин Лужского уезда Алексей Васильевич Васильев.
В 1917 году деревни Вяз 1 и Вяз 2 входили в состав Редкинской волости Ямбургского уезда, а с 1 января 1918 года — в состав Красногорского сельсовета Красногорской волости Лужского уезда.
С 1920 по 1923 год — в Бежанский сельсовет, а затем вновь в состав Красногорского сельсовета.
1 января 1924 года деревни Вяз 1 и Вяз 2 были объединены в деревню Вяз.
В 1928 году население деревни составляло 172 человека.
По данным 1933 года деревня Вяз входила в состав Красногорского сельсовета Лужского района.
C 1 августа 1941 года по 28 февраля 1944 года деревня находилась в оккупации.
В 1958 году население деревни составляло 37 человек.
По данным 1966 и 1973 годов деревня Вяз также входила в состав Красногорского сельсовета.
По данным 1990 года деревня Вяз входила в состав Толмачёвского сельсовета.
В 1997 и 2002 годах в деревне Вяз Толмачёвской волости не было постоянного населения.
В 2007 году в деревне Вяз Толмачёвского ГП, также не было постоянного населения.

## География
Деревня расположена в северной части района на автодороге Киевское шоссе — Вяз, к северу от автодороги 41К-186 (Толмачёво — автодорога «Нарва»).
Расстояние до административного центра поселения — 36 км.
Расстояние до ближайшей железнодорожной станции Толмачёво — 33 км.
Деревня находится на правом берегу реки Луга, между устьями ручьёв Вязовик и Рытинский.

## Демография
| 1838 | 1862 | 1928 | 1958 | 1997 | 2007 | 2010 |
| ---- | ---- | ---- | ---- | ---- | ---- | ---- |
| 11   | ↗52  | ↗172 | ↘37  | ↘0   | →0   | →0   |